# Lasse Spang Olsen
Lasse Spang Olsen (* 23. April 1965 in Virum) ist ein dänischer Stuntman, Filmregisseur, Drehbuchautor und Schauspieler.

## Leben
Lasse Spang Olsen ist der Sohn des dänischen Zeichners und Autors Ib Spang Olsen (1921–2012). Er zählt mittlerweile zu den bekanntesten dänischen Filmregisseuren. Nach seiner Ausbildung zum Kameramann gründete er die erste Film-Stuntschule Dänemarks.

## Filmographie
Regisseur
- 1993: Hvordan vi fik vores naboer
- 1993: Which Is the Way to Painful City? (Kurzfilm)
- 1994: A Tragedy with a Happy End
- 1994: Valle & Volmer (TV-Mini-Serie )
- 1995: Operation Cobra
- 1996: David’s Book
- 1999: In China essen sie Hunde (I kina spiser de hunde)
- 2001: Mosekonen
- 2001: Jolli Roger
- 2002: Old Men in New Cars – In China essen sie Hunde 2 (Gamle mænd i nye biler)
- 2002: Det Skæve Skib
- 2004: The Collector (Inka$$o)
- 2004: The Good Cop (Den Gode strømer)
- 2007: The Black Madonna (Den Sorte Madonna)

Darsteller
- 1983: Rocking Silver
- 1990: Sea Dragon
- 1993: Which Is the Way to Painful City? (Kurzfilm)